# ドイツキリスト教民主同盟 (東ドイツ)
ドイツキリスト教民主同盟（ドイツキリストきょうみんしゅどうめい、ドイツ語: Christlich-Demokratische Union Deutschlands, CDU）は、ドイツ民主共和国（東ドイツ）に存在した政党。ドイツ社会主義統一党（実質的な共産党）主導のヘゲモニー政党制の下に存在する衛星政党だった。

## 結成

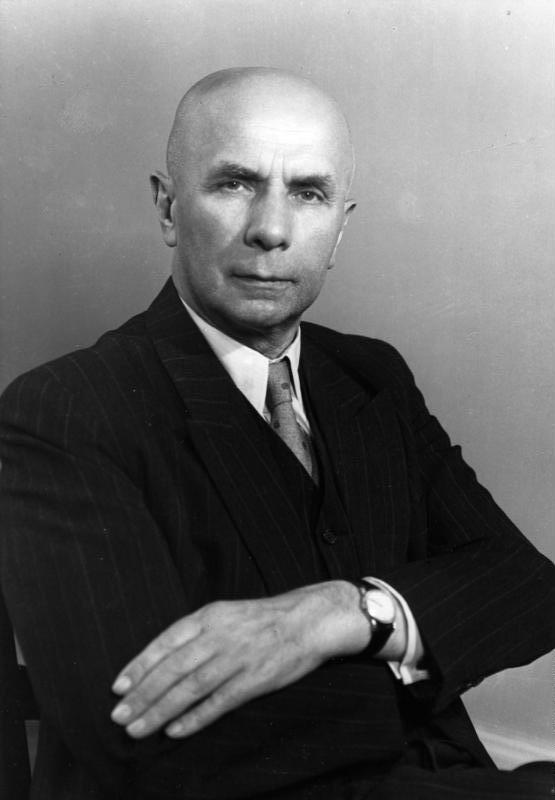
ヤーコブ・カイザー

第二次世界大戦が終結するとドイツは連合軍に占領された。そのなかで旧中央党勢力の多くが1945年のあいだに、ドイツ各地でドイツキリスト教民主同盟（CDU）を結成した。ソ連占領区域でもCDUが結成され、当初は中産階級キリスト教徒を代表する政党だったが、ヤーコブ・カイザーなどキリスト教左派（キリスト教社会主義）の政治家が台頭していく。

## 衛星政党化

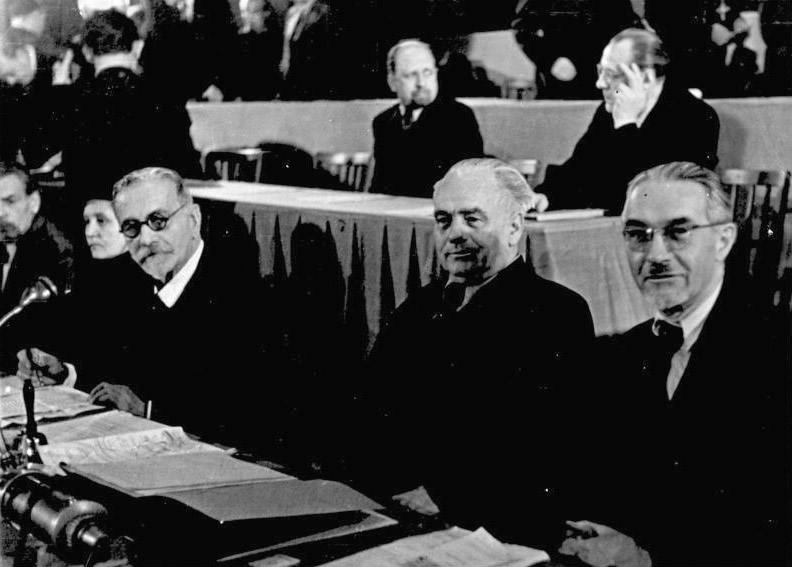
オットー・ヌシュケ（右）。中央は社会主義統一党のヴィルヘルム・ピーク（後の東ドイツ大統領）、左はドイツ自由民主党（LDPD）のウィルヘルム・クルツ。背後にいるのは社会主義統一党のヴァルター・ウルブリヒト（後の第一書記、国家評議会議長）、とオットー・グローテヴォール（後の東ドイツ首相）

しかし、ソ連占領区域でドイツ共産党（KPD）とドイツ社会民主党（SPD）が合同しドイツ社会主義統一党（SED）が結成されるなどスターリン主義に基づく共産主義化が進むなか、1948年にカイザーがソ連占領区域から追放されると、西側のCDUとの関係は切れ、オットー・ヌシュケの下で実質的に社会主義統一党主導の人民民主主義体制傘下の衛星政党となった。さらに、それでも農村部には独自の組織力を有していたCDUの勢力をそぐことを目的に、ソ連軍および社会主義統一党は1948年にわざわざドイツ民主農民党（DBD）を結成している。公式には1949年のドイツ民主共和国（東ドイツ）建国後、1952年の党大会で社会主義（ここではマルクス・レーニン主義のこと）を受容した。
東ドイツにおいては、キリスト教民主同盟は人民議会の500議席中52議席を割り当てられ、形式的には勢力を保っていた。しかし、東ドイツ憲法では社会主義統一党が国家を指導することになっており、キリスト教民主同盟が当局や社会主義統一党の施策に反対することはほとんどなかった。党首は国家評議会副議長となり、閣僚評議会副議長（副首相）を出すなど、完全に体制内の政党となっていた。

## ベルリンの壁崩壊から自由選挙での圧勝

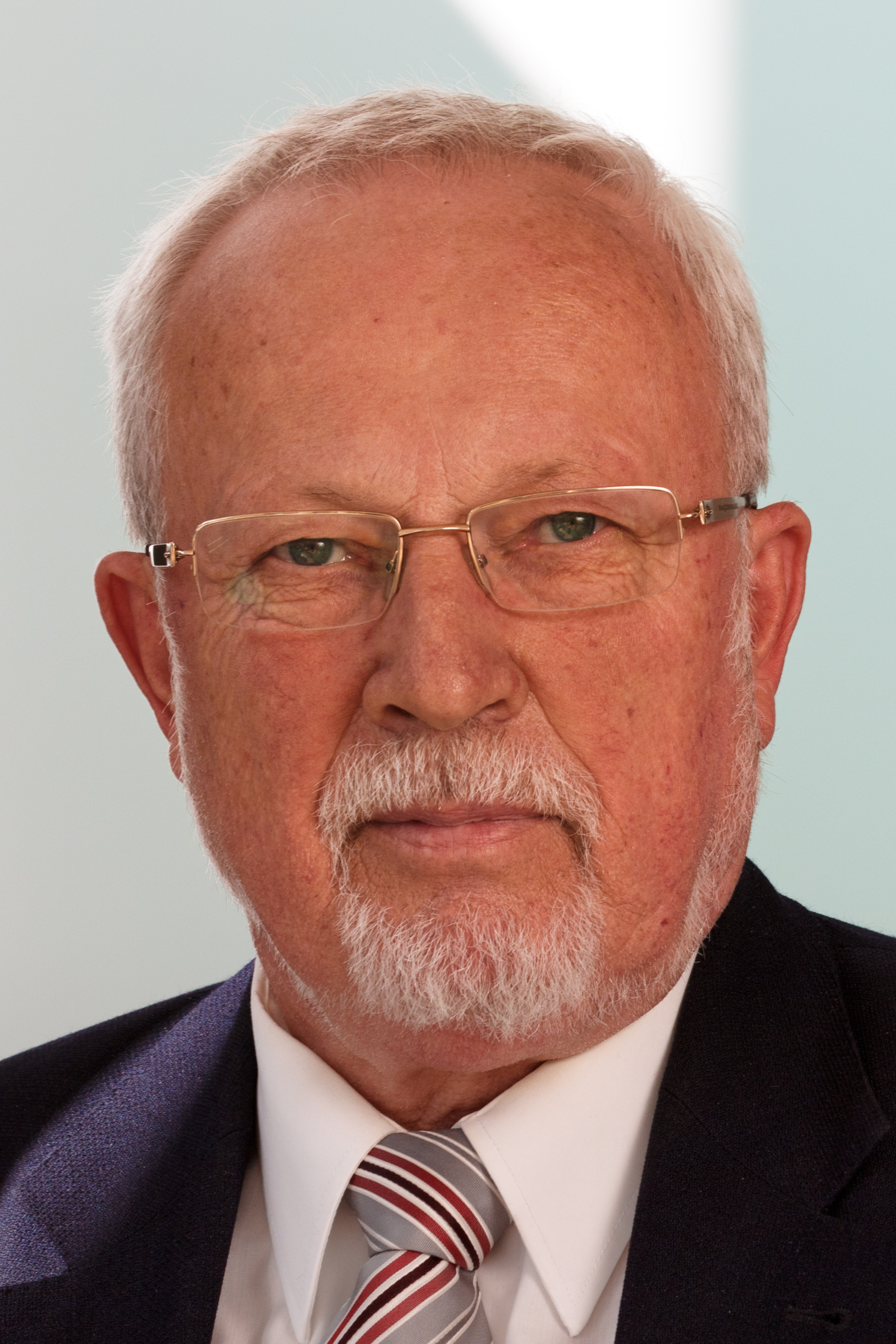
ロタール・デメジエール

1989年にポーランド民主化運動、ハンガリー民主化運動の余波を受けて東欧革命の波が東ドイツに及ぶと、キリスト教民主同盟もその影響にさらされることとなった。東ドイツで民主化運動が盛り上がり、エーリッヒ・ホーネッカーが政権の座を追われ、ベルリンの壁が崩壊すると、ロタール・デメジエールが党首となり、党は西側のキリスト教民主同盟にならって中道右派的なキリスト教民主主義に路線を転換、さらに早期の東西ドイツ再統一と西ドイツの通貨であるドイツマルク導入を掲げた。これらの政策により、東ドイツ最初で最後の自由選挙となった1990年3月18日の人民議会選挙では保守政党としてドイツ社会同盟（DSU）、民主主義の出発（DA）と保守政党連合である「ドイツ連合」(Allianz für Deutschland)を組み圧勝、デメジエールが東ドイツ最後の首相に就任してドイツ再統一への道をつけた。

## ドイツ再統一と西側の党への合流

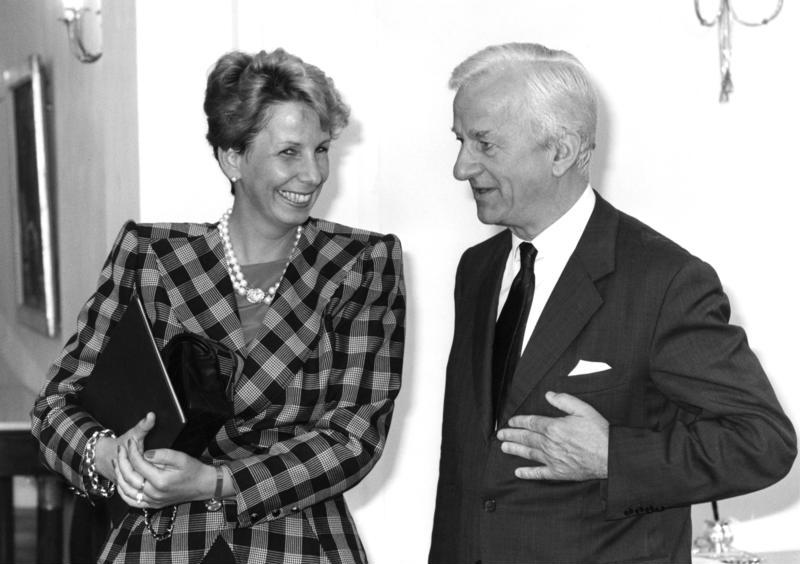
ザビーネ・ベルクマン＝ポール（左）。右は西ドイツ大統領のリヒャルト・フォン・ヴァイツゼッカー

選挙後、党所属のザビーネ・ベルクマン＝ポールが人民議会議長（暫定国家元首）となった。その後、民主主義の出発を合併したうえ、10月のドイツ再統一に際して西ドイツのキリスト教民主同盟に合流した。

## 歴代党首
- 1945 アンドレアス・ヘルメス(Andreas Hermes)
- 1946–1947 ヤーコブ・カイザー(Jakob Kaiser)
- 1948–1957 オットー・ヌシュケ(Otto Nuschke)
- 1958–1966 アウグスト・バッハ(August Bach)
- 1966–1989 ゲラルト・ゲッティング(Gerald Götting)
- 1989 ヴォルフガング・ハイル(Wolfgang Heyl)
- 1989–1990 ロタール・デメジエール(Lothar de Maizière)